# Étréham
Étréham település Franciaországban, Calvados megyében. Lakosainak száma 327 fő (2022. január 1.). Étréham Maisons, Mosles, Port-en-Bessin-Huppain, Tour-en-Bessin és Aure sur Mer községekkel határos.

## Népesség
A település népességének változása:
| Lakosok száma | 202  | 225  | 236  | 254  | 306  | 336  | 349  | 336  | 330  | 327  |
|               | 1968 | 1982 | 1990 | 2006 | 2013 | 2015 | 2017 | 2019 | 2020 | 2022 |